# Гонарежу
Гонарежу (англ. Gonarezhou National Park) — национальный парк, расположенный на юго-востоке Зимбабве, в относительно отдалённом уголке провинции Масвинго, к югу от Чиманимани вдоль границы с Мозамбиком. Благодаря своим огромным размерам, пересечённой местности и расположению вдали от основных туристических маршрутов, большие участки Гонарежу остаются нетронутой дикой природой.
Гонарежу площадью 5053 км² является вторым по величине национальным парком страны после национального парка Хванге. Название Гонарежу переводится с языка шона как «место слонов».
Национальный парк Гонарежу является частью трансграничного парка Большого Лимпопо, парка мира, который связывает Гонарежу с национальным парком Крюгера в Южной Африке и национальным парком Лимпопо в Мозамбике. Животные могут свободно перемещаться между тремя заповедниками. Северо-восточная часть Гонарежу расположена в лесах Замбезии и Мопане, а юго-западная часть — в экорегионе южноафриканских кустарников.

## История
Национальный парк Гонарежу был впервые создан как охраняемая территория в 1936 году как заповедник, в конечном итоге был провозглашен национальным парком в 1975 годуна месте бывших охотничьих угодий и «контрольных пролётных коридоров» мухи цеце. Тем не менее, он был закрыт для посещения до окончания Войны в Южной Родезии (4 июля 1965 — 12 декабря 1979) и частично во время Гражданской войны в Мозамбике (1976—1992). Полностью все ограничения на посещение парка сняты в 1994 году. 
В период с 1994 по 2007 год национальный парк Гонарежу полностью управлялся Управлением парков и дикой природы Зимбабве, однако экономические проблемы в Зимбабве до 2007 года привели к тому, что было мало реинвестирований в инфраструктуру и защиту парка. В 2007 году Управление парков и дикой природы Зимбабве заключило договор финансовой и технической помощи для национального парка Гонарежу с Франкфуртским зоологическим обществом. Договор просуществовала до 2017 года и был сосредоточен на инвестировании в инфраструктуру и защиту ресурсов парка. В марте 2017 года управление Гонарежу было передано Фонду охраны природы Гонарежу, партнерству по совместному управлению между Управлением парков и дикой природы Зимбабве и Франкфуртским зоологическим обществом. Эта модель совместного управления, контролируемая советом попечителей, представленным в равной степени обоими партнерами, была создана для создания платформы для увеличения инвестиций в долгосрочную устойчивость парка, ключевой особенностью которой является сохранение туристических фондов на уровне парка для прямого реинвестирования в Гонарежу.

## Описание
Гонарежу расположен в юго-восточной части провинции Масвинго в округе Чиредзи вдоль границы с Мозамбиком. Административно парк разделён на две зоны: северную и южную. Он вытянут с юго-запада на северо-восток на 144 километра, его средняя ширина около 40 километров, площадь 5053 км² (второй по величине национальный парк страны после Хванге). В связи со своей большой территорией и удалённостью от цивилизации, парк не затронут массовым туризмом, поэтому его природа во многом остаётся совершенно дикой до наших дней. Значительная часть парка находится в экорегионе «Редколесье Замбези и мопане», небольшая часть — в экорегионе «Бушвелд». Через парк протекают реки Мвензи, Рунде и Те-Сейв.
В переводе с языка шона слово Гонарежу означает «место, где много слонов». В парке проживают аборигены народности читса.
Гонарежу является северо-западной частью глобального экологического проекта «Трансграничный парк Большой Лимпопо».
Доступ в парк разрешён с мая по октябрь (в сухой сезон), хотя возможны и исключения в сезон дождей.

### Флора и фауна
В парке во множестве произрастают баобабы рода адансония.
Примечательными животными парка являются дикая собака Lycaon pictus pictus (исчезающий вид, встречается редко), саванный слон, жирафы, зебры, обыкновенный бегемот, африканский буйвол, голубой гну, трансваальский лев, африканский леопард, гиены, антилопы (в том числе ньяла и суни), чёрный носорог подвида Diceros bicornis minor и белый носорог подвида Ceratotherium simum simum, гепард подвида Acinonyx jubatus jubatus. Сотни видов птиц. В водах Мвенези можно встретить тупорылую акулу, нотобранха Фурцера, Dichistius capensis, несколько видов бычковых.

## Размещение и кемпинг
Лагерь отдыха Swimuwini находится под управлением Управления национальных парков и дикой природы. К услугам гостей размещение с собственной кухней на реке Мвенези.

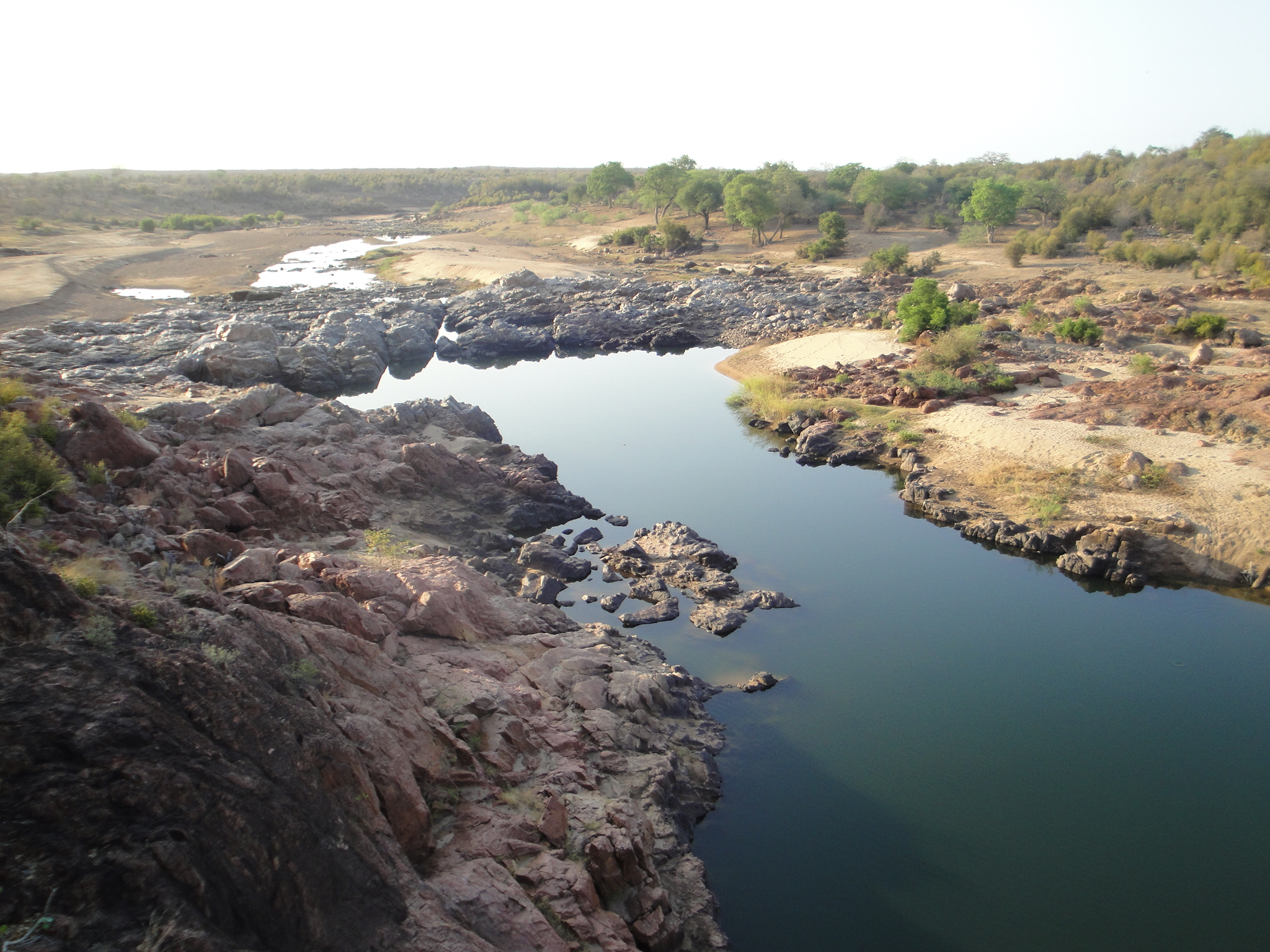
Заводь Макоквани
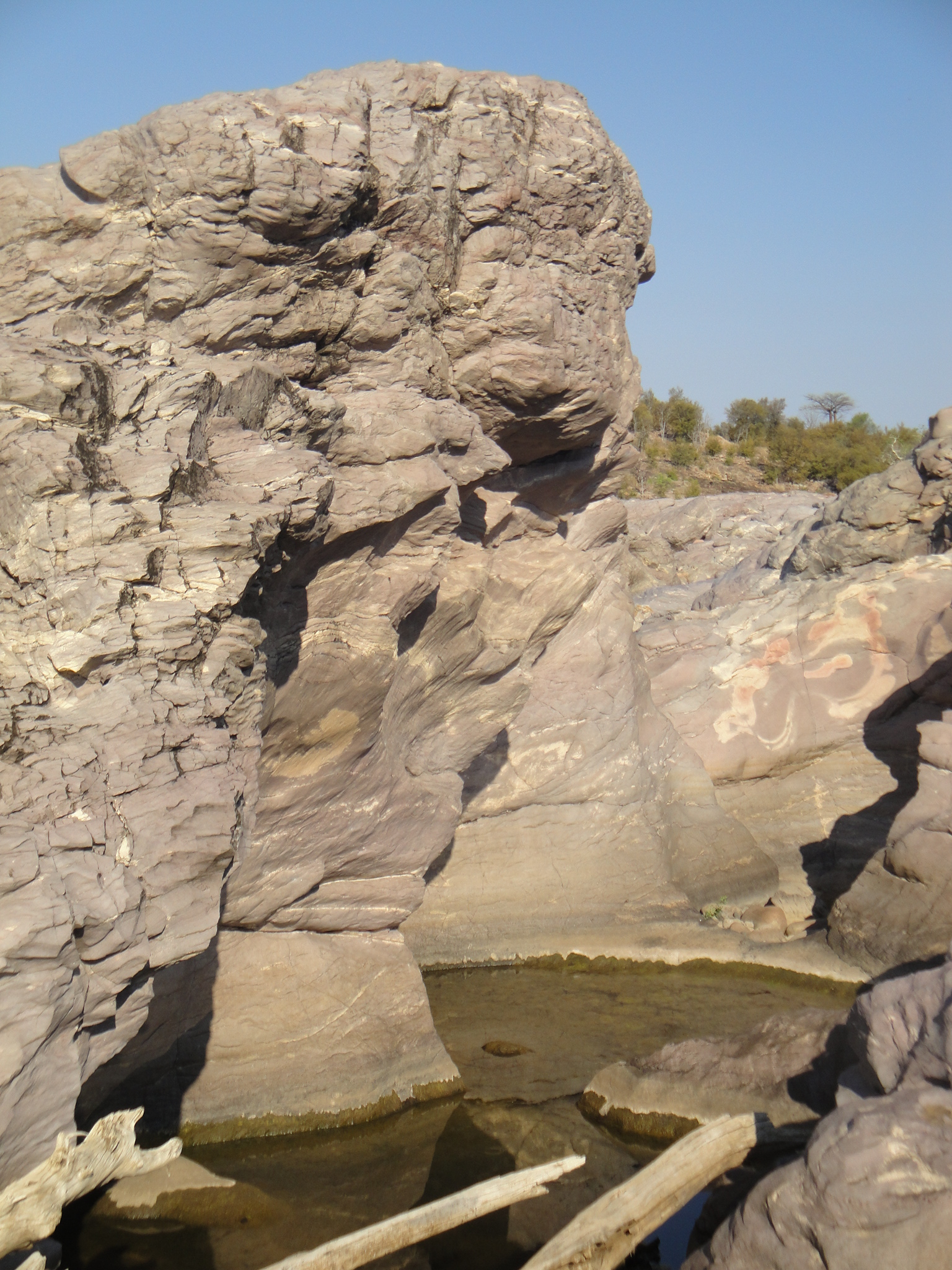
Ущелье Самалена
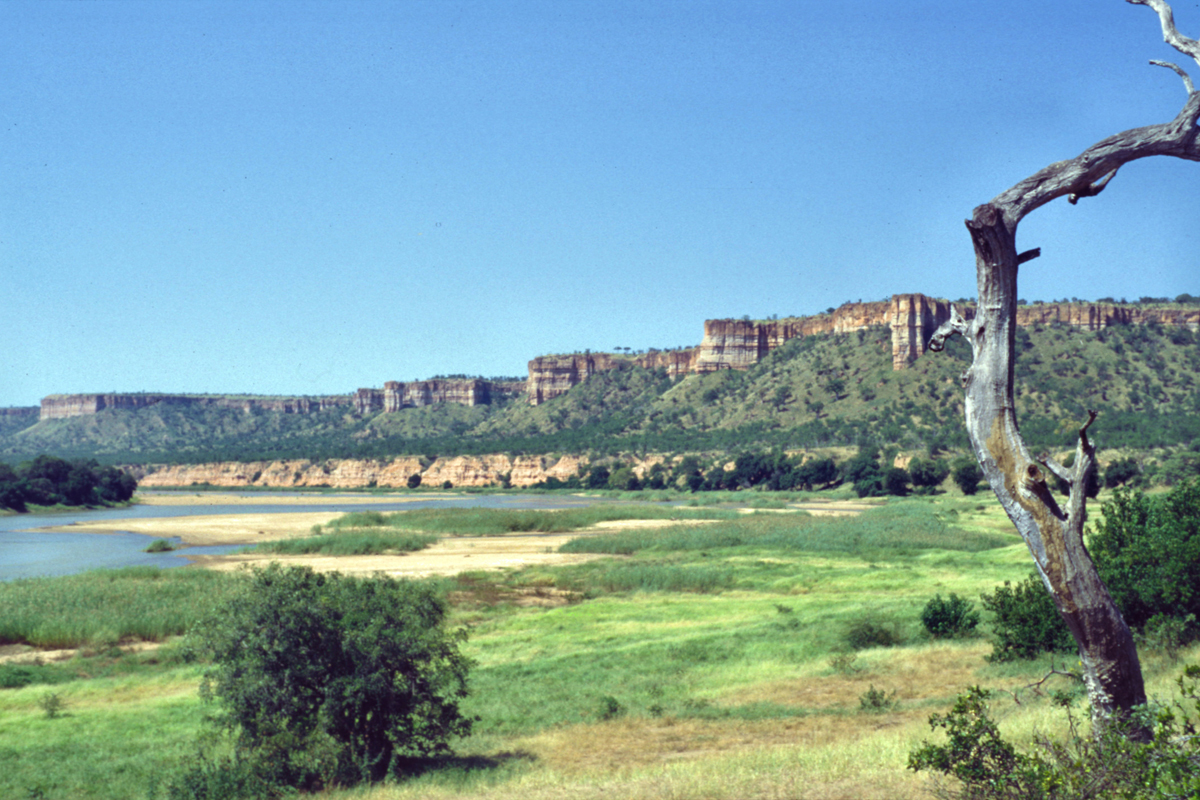
Утёсы Чилохо
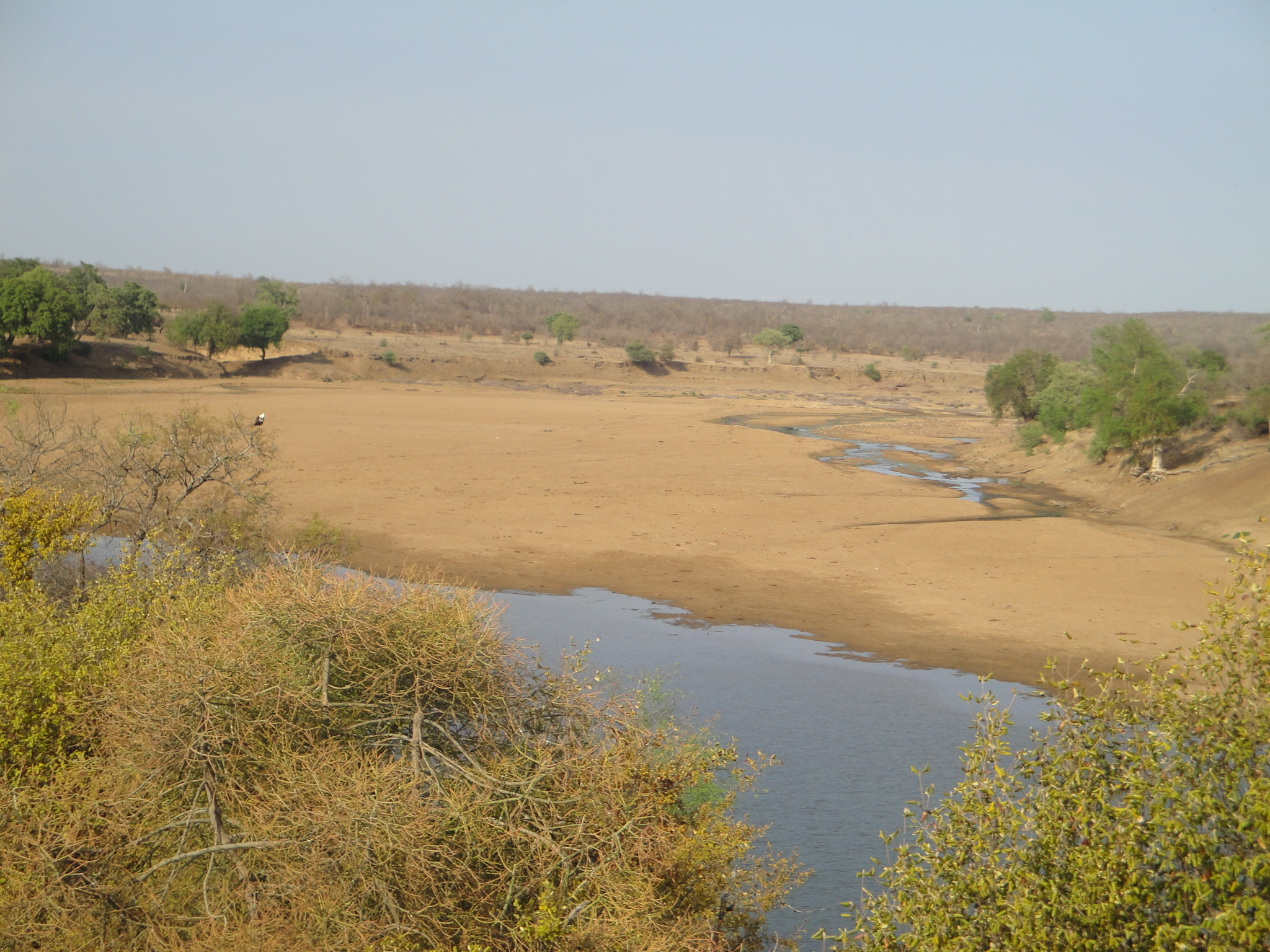
Вид с Башни Райта
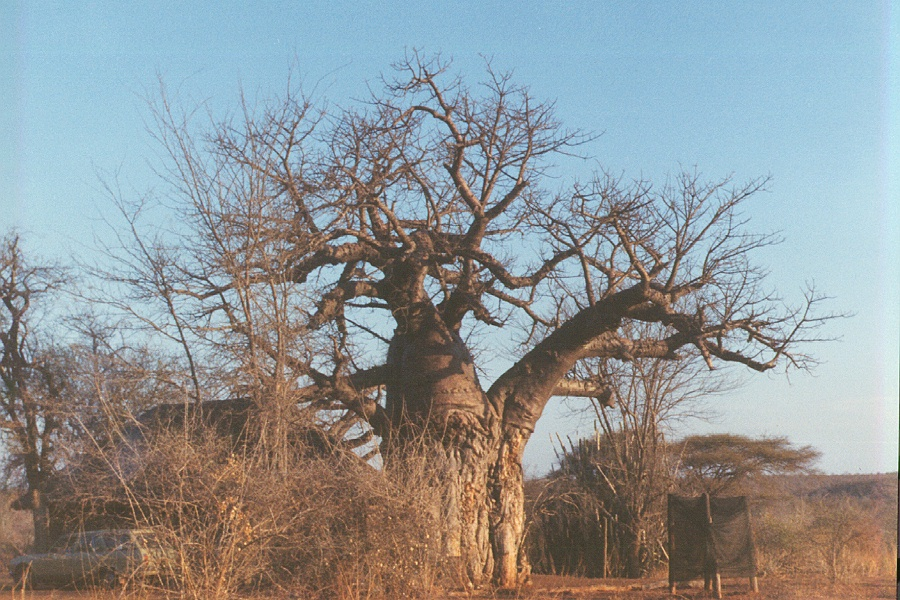
Лагерь отдыха Свумувини